# Henri Gourgouillon

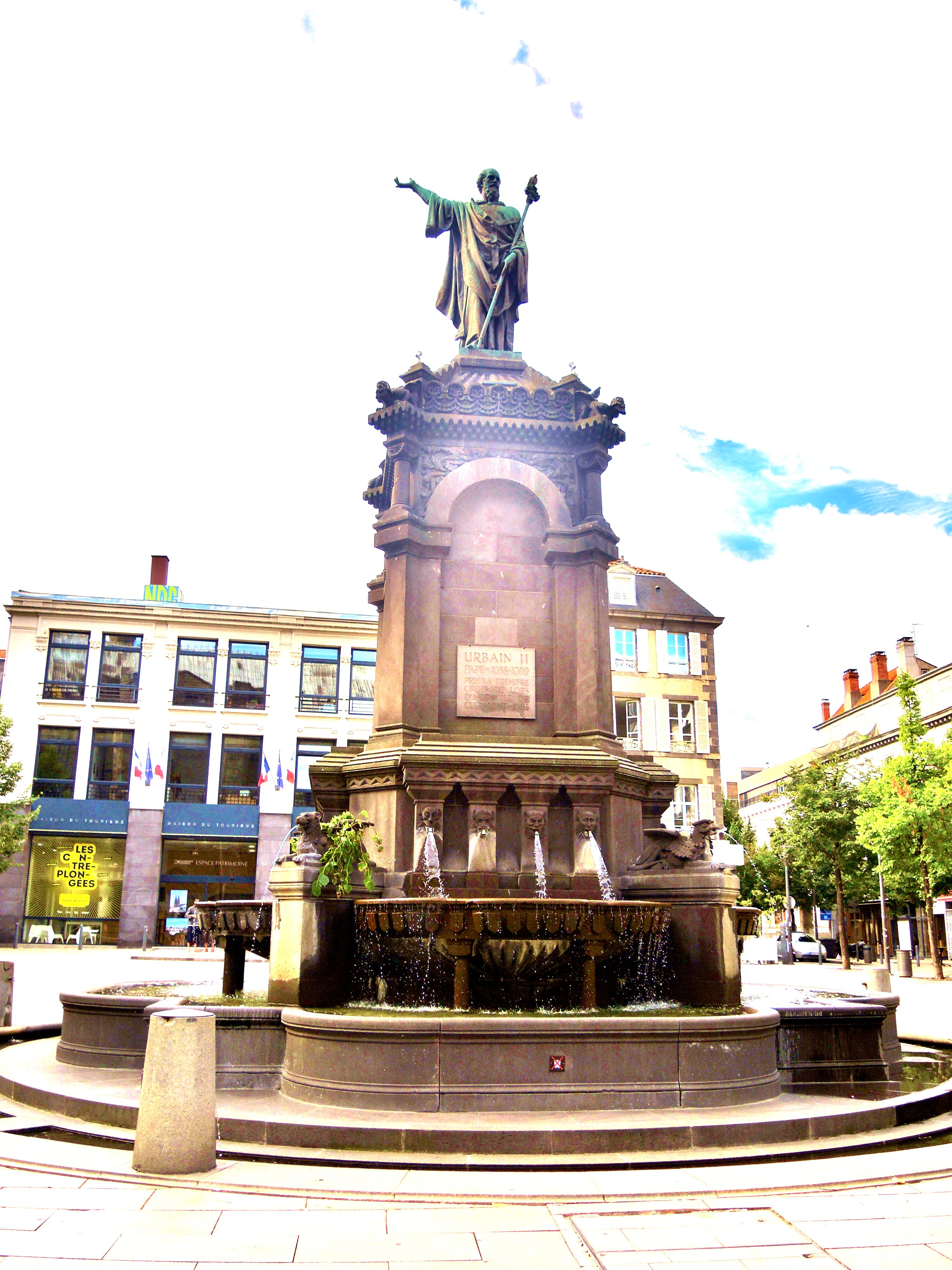
Monument des croisades (1898), Clermont-Ferrand, place de la Victoire.

Henri Jean Baptiste Gourgouillon né à Olliergues (Puy-de-Dôme) le 16 janvier 1858 et mort à Clermont-Ferrand (Puy-de-Dôme) le 3 mars 1902 est un sculpteur français.

## Biographie
Henri Gourgouillon reçoit un enseignement artistique dès 1871 dans l'atelier du sculpteur clermontois Jean Monbur. Il est aussi élève de Jean-Baptiste Chalonnax. Il devient professeur de dessin et de modelage à l'école départementale d'architecture de Volvic à partir de 1884 et à l'école des arts et métiers de Clermont-Ferrand.
Il est membre de la Société des artistes français.
Il est inhumé au cimetière des Carmes de Clermont-Ferrand (allée 9, no 380).

## Œuvres
- Clermont-Ferrand :« Souvenir : figure pour un tombeau » (1895), détail
  - église Saint-Pierre-des-Minimes.
  - Grand Café : décoration.

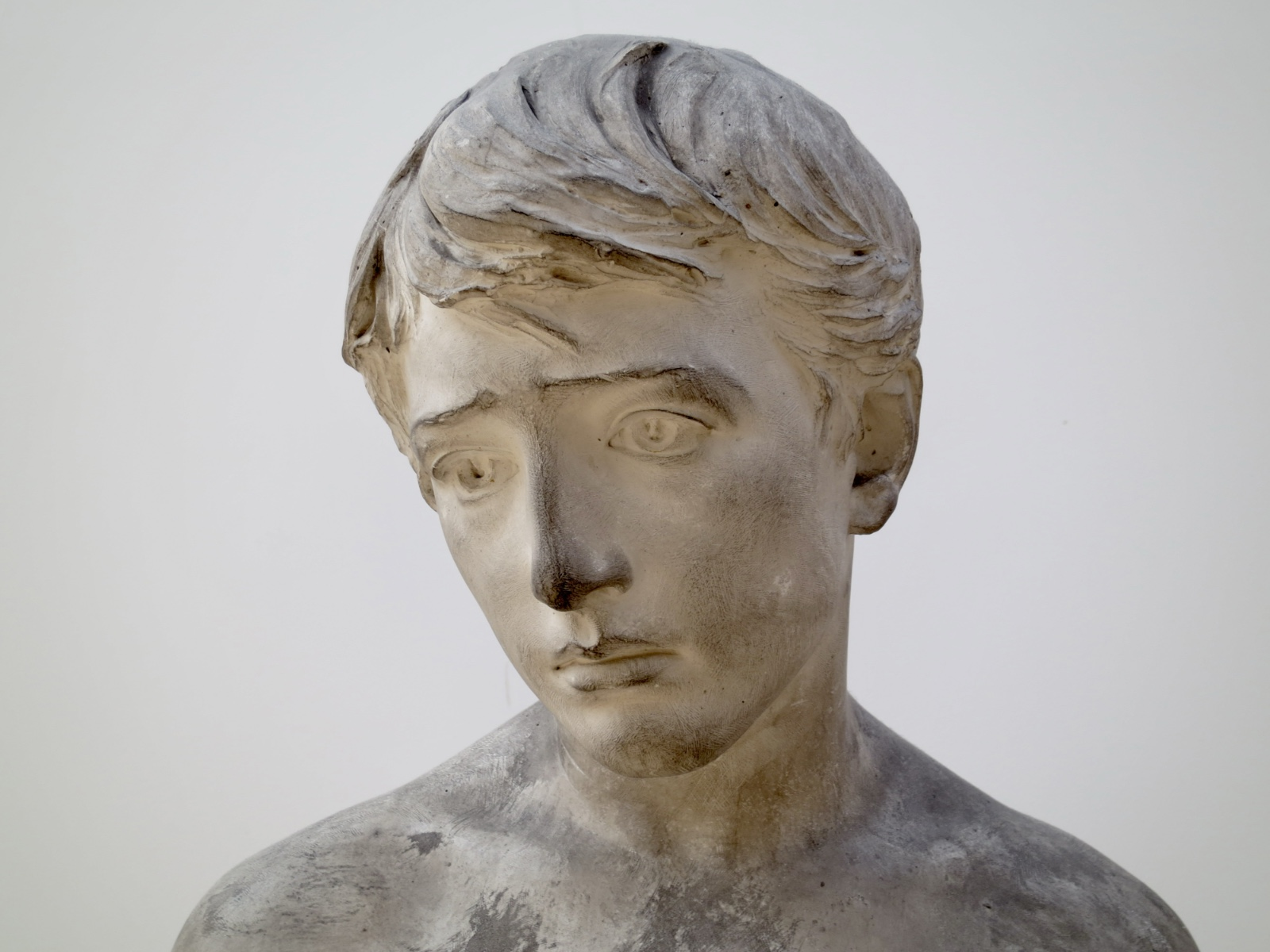
« Souvenir : figure pour un tombeau » (1895), détail

  - musée d'art Roger-Quilliot : Souvenir, figure pour un tombeau, 1895, plâtre.
  - Opéra municipal, façade.
  - place de la Victoire : Monument des croisades, 1898, surmonté de la statue en bronze du pape Urbain II[3].
- Plauzat : fontaine des Lions.
- Riom :
  - Le Génie de la liberté ;
  - Monument de la guerre de 1870, 1899, élevé à l'initiative des militaires pour servir de concession perpétuelle aux soldats morts dans l’exercice de leur fonction en France, loin de leur patrie natale ou dans les colonies. Le fils du sculpteur auvergnat fit partie du 105e régiment d’infanterie stationné à Riom.
  - cour d'appel : décoration de l'escalier, 1898-1899, réalisation de la cage de l'escalier d'honneur pourvue d'un nouveau plafond et d'un décor en staff en collaboration avec l'architecte Jean-Baptiste Émile Chassaigne.